# Wschód-Orient
Wschód-Orient – ilustrowany kwartalnik poświęcony sprawom wschodu, drukowany w Warszawie od lipca 1930 roku do marca 1939 roku. 
Czasopismo wydawano z ramienia Orientalistycznego Koła Młodych, było wspierane finansowo przez Instytut Wschodni w Warszawie. Artykuły zamieszczane w kwartalniku dotyczyły: kultur wschodnich w ujęciu historycznym i współczesnym; historii stosunków międzynarodowych (m.in. Polski z narodami Wschodu); współczesnej literatury dotyczącej ziem wschodnich; historii polskich badań ziem wschodnich oraz działalności Orjentalistycznego Koła Młodych i Instytutu Wschodniego w Warszawie. Dla twórców kwartalnika szczególnie istotny był aspekt społeczny: doprowadzenie do nawiązania współpracy połączonych przez rosyjską niewolę narodów, stąd wiele informacji przeznaczonych dla przebywających w Polsce przedstawicieli narodów azjatyckich i wschodnioeuropejskich (prometeizm), szczególnie kierowanych do młodzieży akademickiej i kadry profesorskiej. Do kolejnych wydań często załączane były mapy. Artykuły ukazywały się zazwyczaj po polsku, angielsku i francusku (czasem w kilku wersjach językowych).
Początkowo redaktorem naczelnym był Jerzy W. Giedroyć, później „przeciążonego obowiązkami” poprzednika zastąpił Włodzimierz Bączkowski.